# Ngày Sabát trong các Hội thánh An thất nhật

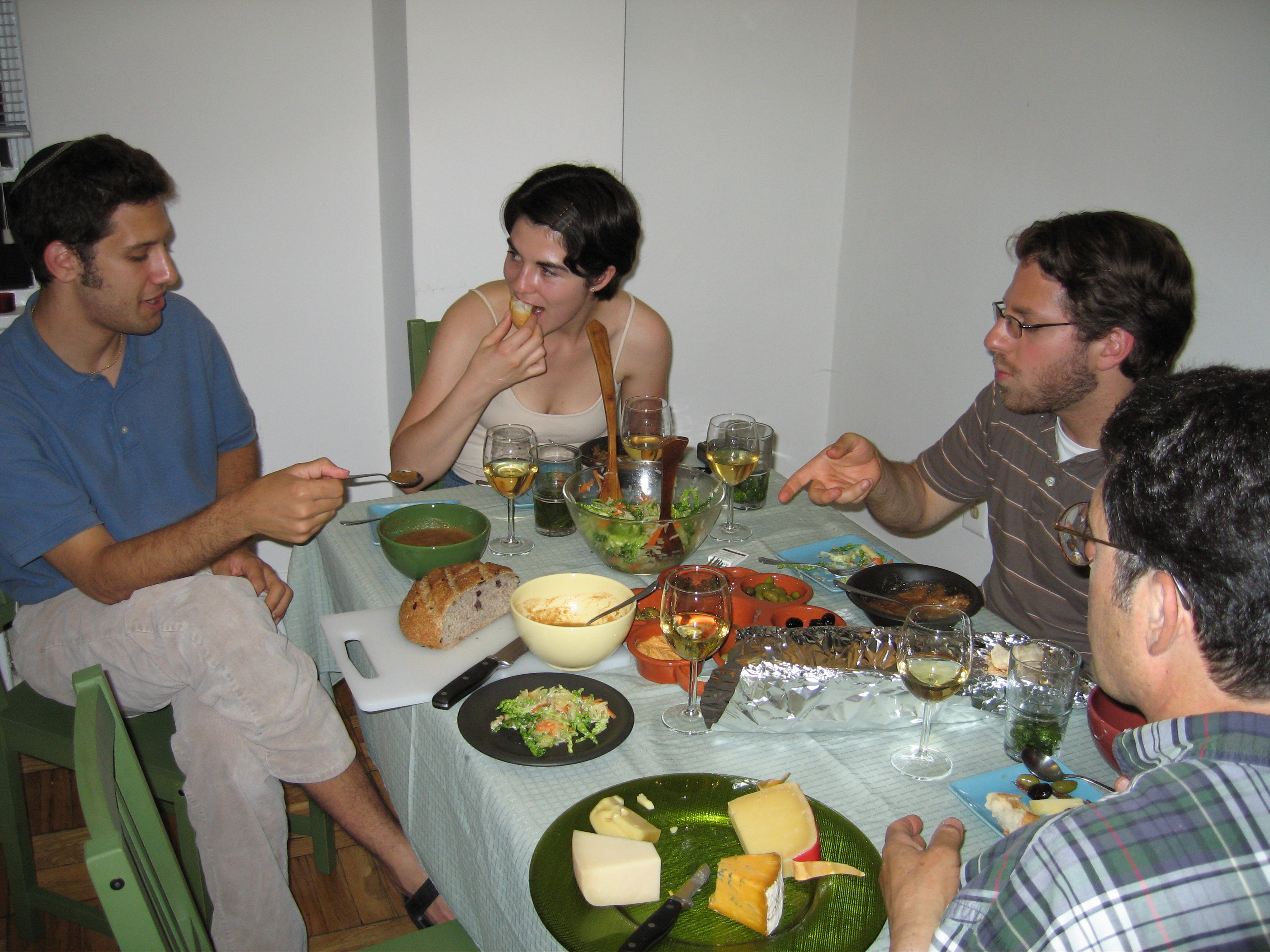
Bữa ăn Shabbat là hoạt động nghỉ ngơi và thờ phượng vào ngày An thất nhật (thứ Bảy)

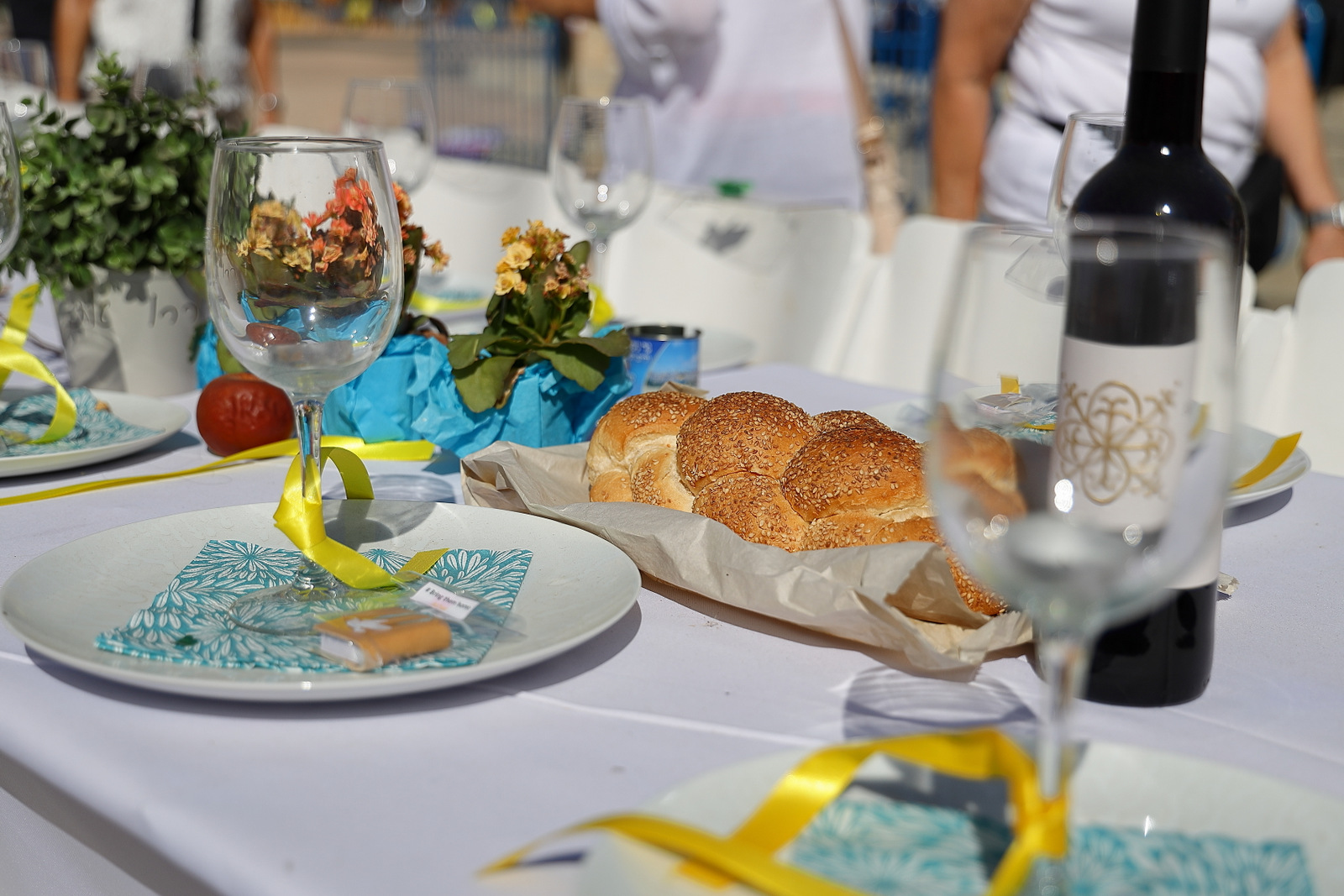
Tiệc Shabbat ở Israel

Ngày Sabát trong các Hội thánh An thất nhật (Sabbath in seventh-day churches) là một ngày quan trọng trong tín ngưỡng và thực hành tôn giáo của các Hội thánh An thất nhật. Đây là các Hội thánh (Giáo hội, Nhà thờ) vẫn tuân giữ theo điều răn ngày Sabát của Kinh thánh Do Thái, được cử hành từ hoàng hôn chiều tối Thứ Sáu đến hoàng hôn chiều tối Thứ Bảy, tương tự như Do Thái giáo của người Do Thái và Cơ đốc nhân Do Thái (những người theo đạo Cơ đốc thời kỳ đầu) mà niều nhóm trong số này tuân theo ngày Sa-bát bằng cách tiếp thu các thực hành tôn giáo từ Do Thái giáo Ra-bi (Rabbinic Judaism) thời hiện đại. Các Hội thánh này nhấn mạnh đến các tài liệu tham khảo trong Kinh thánh chẳng hạn như tục lệ cổ xưa của người Do Thái về việc bắt đầu một ngày vào lúc mặt trời lặn và câu chuyện về sự sáng tạo trong Sáng thế ký trước khi Chúa ban hành Mười điều răn (do đó có mạng lệnh hãy nhớ về ngày Sa-bát). Họ cho rằng Cựu Ước và Tân Ước không có sự khác biệt nào trong giáo lý về ngày Sa-bát vào ngày thứ bảy (Thất nhật). Ngày thứ bảy trong chu kỳ hàng tuần là ngày duy nhất trong toàn bộ kinh thánh chỉ về ngày Sa-bát mà vào ngày này các tín nhân phải nghỉ ngơi (an nghỉ trong ngày thứ Bảy) và thờ phượng Thiên chúa.
Ngày thứ bảy trong tuần được công nhận là Sabbath trong nhiều thứ tiếng, lịch và giáo lý, bao gồm cả Giáo hội Công giáo, tín nhân của Giáo hội Luther, và các nhà thờ Kitô giáo Đông phương.[a] Ngày Sabát vẫn được tuân giữ trong Do Thái giáo hiện đại liên quan đến Luật Môi-se. Ngoài ra, Giáo hội Chính thống giáo Tewahedo Ethiopia ủng hộ thuyết Sabát (Sabbatarian), tuân theo ngày Sa-bát vào Thứ Bảy, bên cạnh Ngày của Chúa vào Chủ nhật. Công giáo, Chính thống giáo và một số giáo phái Tin lành tuân giữ Ngày của Chúa vào Chủ nhật và cho rằng ngày Sa-bát Thứ Bảy (An thất nhật) không còn ràng buộc đối với những người theo đạo Cơ đốc. Mặt khác, Những người theo Giáo hội Công lý (Giáo hội Hội chúng), Giáo hội Trưởng lão, tín nhân của Phong trào Giám lý và những người theo thuyết Rửa tội (Báp-tít), cũng như nhiều người theo đạo Tân giáo (Anh giáo) trong lịch sử đã tán thành quan điểm về thuyết Sa-bát ngày đầu tiên, mô tả ngày Sa-bát được chuyển sang Ngày của Chúa (Chủ nhật), ngày đầu tiên trong tuần, được sáp nhập với ngày Chúa Kitô phục sinh hình thành Ngày Sa-bát của Cơ đốc giáo. Giáo lý Cơ đốc Phục lâm về ngày Sa bát là sự dạy dỗ cho rằng việc tuân giữ ngày Sa bát là "ấn của Đức Chúa Trời" nên những Cơ đốc nhân nào không giữ ngày Sa bát thì đều bị hư mất, cũng theo sự dạy dỗ của bà Ellen White hiểu rằng những ai không tin theo giáo thuyết ngày thứ bảy Sa bát đều sẽ bị hư mất đời đời.

## Dẫn luận

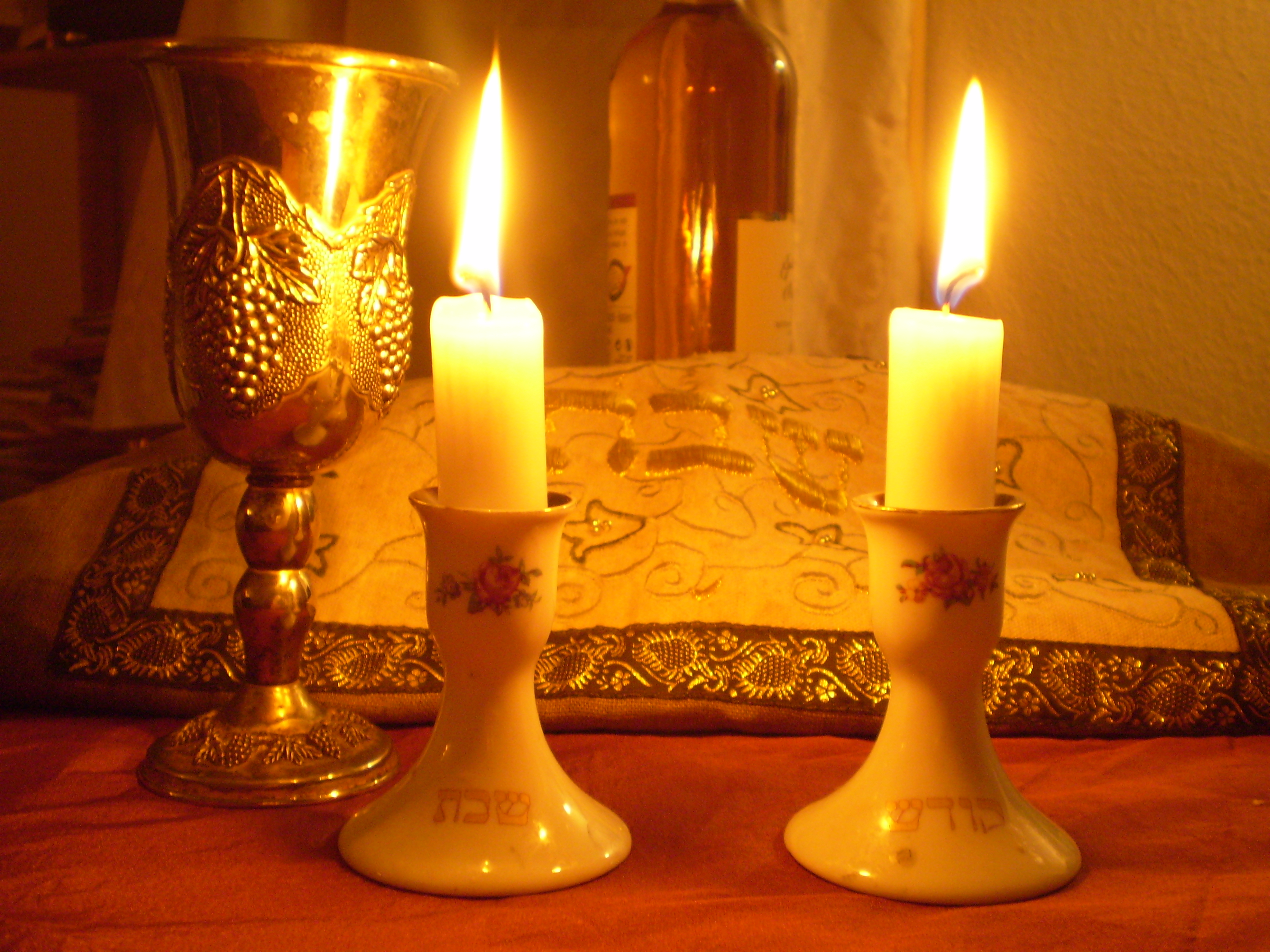
Nến cúng Shabbat

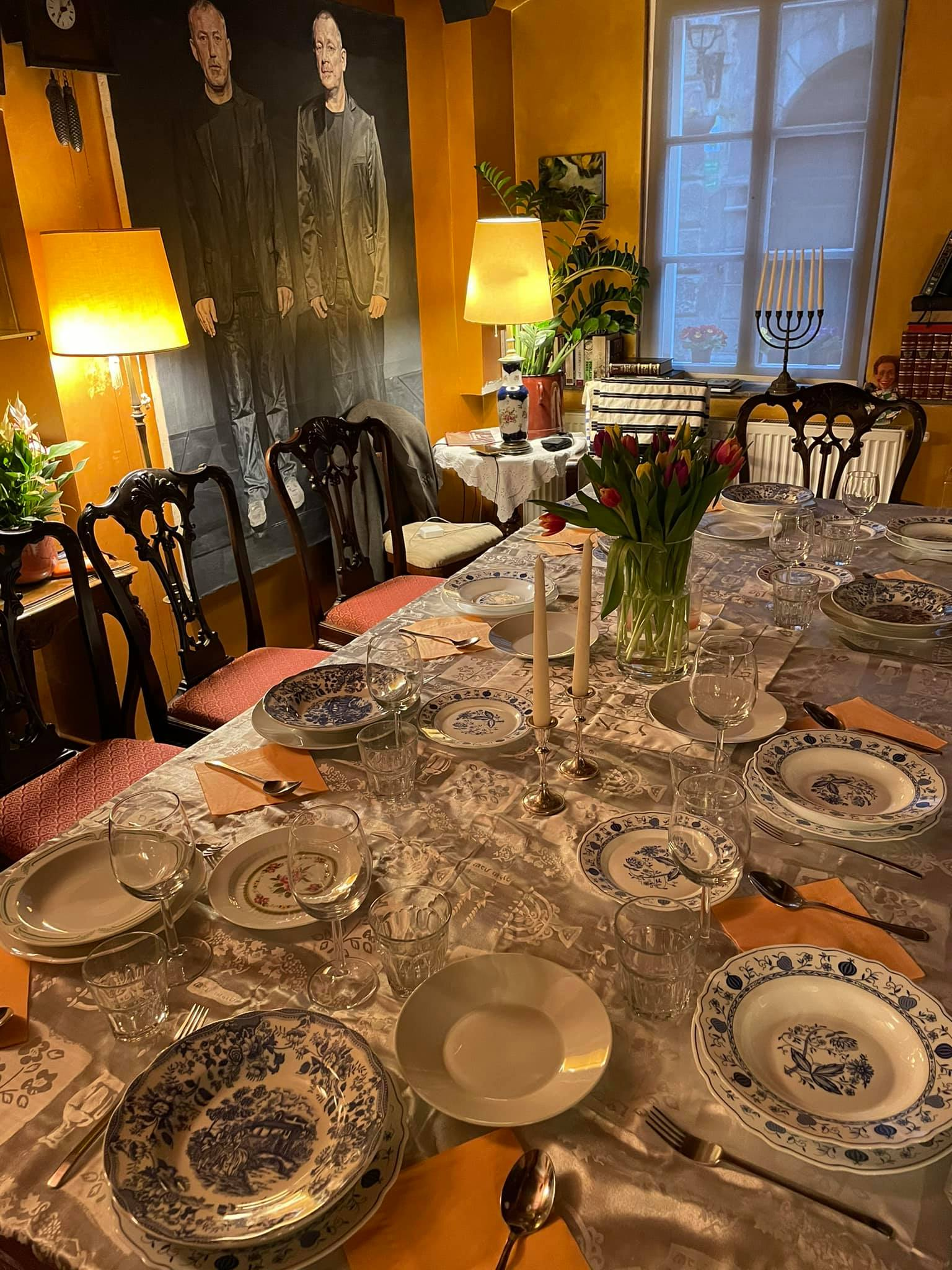
Bữa tối Shabbat ở Ljubljana

Chữ "Shabbat" bắt nguồn từ động từ tiếng Hebrew là shavat (tiếng Hebrew: שָׁבַת). Mặc dù thường được dịch là "nghỉ ngơi"/an nghỉ nhưng một bản dịch chính xác khác của những từ này là "ngừng (làm việc)", do nghỉ ngơi không nhất thiết phải được bao hàm vì thực tế trong ngày này thì các tín nhân sẽ cử hành nghi lễ thờ phượng. Từ tiếng Do Thái (Hebrew) hiện đại có liên quan shevita (đình công), có cùng ý nghĩa về sự kiêng cữ hoạt động hơn là thụ động trong công việc. Ngày Sa-bát được ban cho một địa vị đặc biệt như là một ngày thánh hoá ngay từ những ngày đầu Đức Chúa Trời dựng nên trời đất  Sáng Thế Ký (Genesis 2:1–3). Lần đầu tiên được văn tự hóa thành điều răn sau khi người dân Israel rời Ai Cập, Xuất Ê-díp-tô Ký‬ (Exodus 16:26) và trong Xuất Ê-díp-tô Ký 20: 8-11 (như là điều thứ tư trong Mười Điều Răn). Sa-bát được truyền lệnh nhiều lần trong Torah và Tanakh; Tăng gấp đôi so với số lượng bình thường của các sinh vật gia súc được đưa ra trong ngày. Sabbath cũng được mô tả bởi các tiên tri Isaiah, Jeremiah, Ezekiel, Hosea, Amos, và Nehemiah. Vị thế Do Thái truyền thống lâu đời đó là lễ Sabbat thứ bảy liên tiếp giữa người Do Thái, là cơ sở đầu tiên và thiêng liêng nhất của họ. Những điều cấm trong những ngày này, cách nhau bảy ngày, bao gồm việc kiêng cữ xe ngựa, và tránh ăn thịt của nhà vua đã bị cấm, ngày 28 được gọi là "ngày nghỉ ngơi".
Trái ngược với phần lớn các giáo phái Cơ đốc giáo, các Hội thánh An thất nhật coi việc áp dụng Chủ nhật là ngày Sa-bát là một sự phát triển hậu kỳ mà Giáo hội sơ khai có thể không công nhận. Nhà thần học Cơ Đốc Phục Lâm Samuele Bacchiocchi trong tác phẩm Từ ngày Sabát đến Chủ Nhật (1977) đã lập luận về sự chuyển đổi dần dần từ việc quan sát ngày Sa-bát của người Do Thái sang quan sát vào Chủ nhật. Ông lập luận rằng sự thay đổi này là do ảnh hưởng của ngoại giáo từ những người cải đạo ngoại giáo, do áp lực xã hội chống lại đạo Do Thái, và cũng là do sự lơi lỏng các lề luật thời đó. Ông tuyên bố rằng ngày đầu tiên được gọi là "Ngày của Chúa" (Lord's Day) vì đó là cái tên được người ngoại đạo gọi là thần mặt trời Baal (Ba-anh) nên họ đã quen thuộc với nó và được các nhà lãnh đạo ở La Mã đưa ra để thu hút những người cải đạo và được những người theo đạo Cơ đốc ở La Mã chọn thực hiện để phân biệt họ với những người Do Thái đã nổi loạn với ngày Sa-bát. Theo Justin Martyr (sống từ 100 đến 165) thì những người theo đạo Cơ đốc cũng thờ phượng vào Chủ nhật vì nó "mang một ý nghĩa bí ẩn nào đó".
Những người theo đạo Cơ Đốc Phục Lâm chỉ ra vai trò của Giáo hoàng hoặc của Hoàng đế La Mã Constantine I trong quá trình chuyển đổi từ ngày thứ Bảy Sa-bát sang Chủ nhật, khi đạo luật của Constantine tuyên bố rằng Chủ nhật là một "ngày nghỉ ngơi" cho những người không tham gia vào công việc đồng áng. Hoàng đế Aurelian bắt đầu một giáo phái Mặt trời mới vào năm 274 sau Công nguyên và các sắc lệnh ngoại giáo đã được ban hành nhằm thay đổi thói thờ ngẫu tượng cổ xưa của người La Mã và sự gia nhập của việc thờ thần Mặt trời. Hoàng đế Constantine sau đó đã ban hành Luật ngày Chủ nhật đầu tiên dành cho "Ngày đáng kính của Mặt trời" vào năm 321 sau Công Nguyên. Ellen G. White (1827-1915) tuyên bố rằng các giám mục cuối cùng đã thúc giục Constantine đồng bộ hóa ngày thờ phượng để thúc đẩy sự chấp nhận Cơ đốc giáo trên danh nghĩa của những người ngoại giáo. Nhưng "trong khi nhiều Cơ đốc nhân kính sợ Chúa dần dần coi Chủ nhật là có một mức độ thiêng liêng nào đó, họ vẫn tuân giữ ngày Sa-bát (tức ngày thứ bảy)". Một phần của ngày thứ Sáu có thể được dành để chuẩn bị cho ngày Sabát như chuẩn bị bữa ăn và dọn dẹp nhà cửa. Những người theo thuyết Cơ đốc Phục lâm có thể tụ tập để thờ phượng vào tối thứ Sáu để chào đón vào ngày Sa-bát, một tập tục thường được gọi là Kinh chiều.

## Cơ đốc Phục lâm

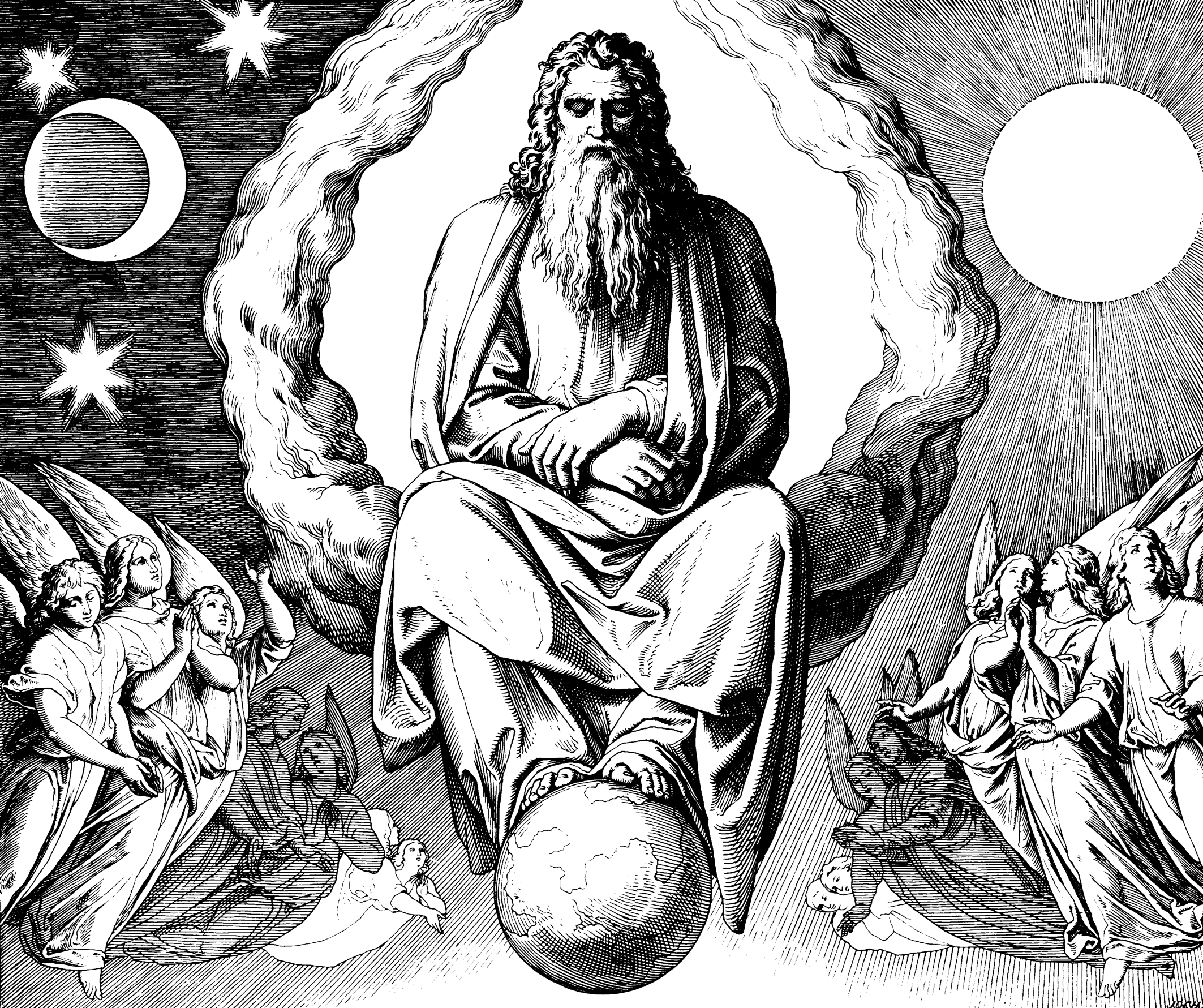
Minh hoạ cảnh Chúa nghỉ ngơi vào ngày thứ Bảy (An thất nhật)

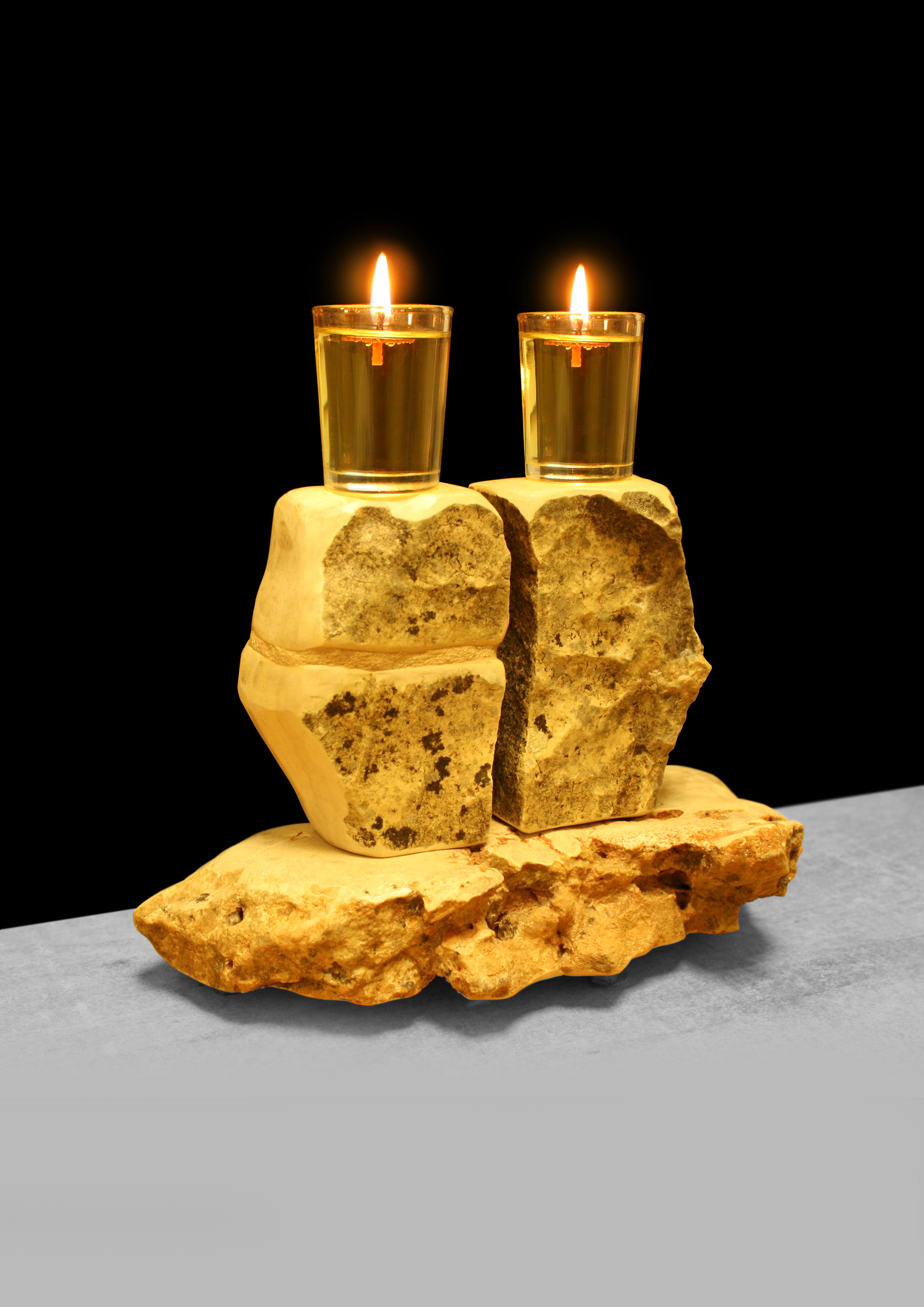
Nến Sabat

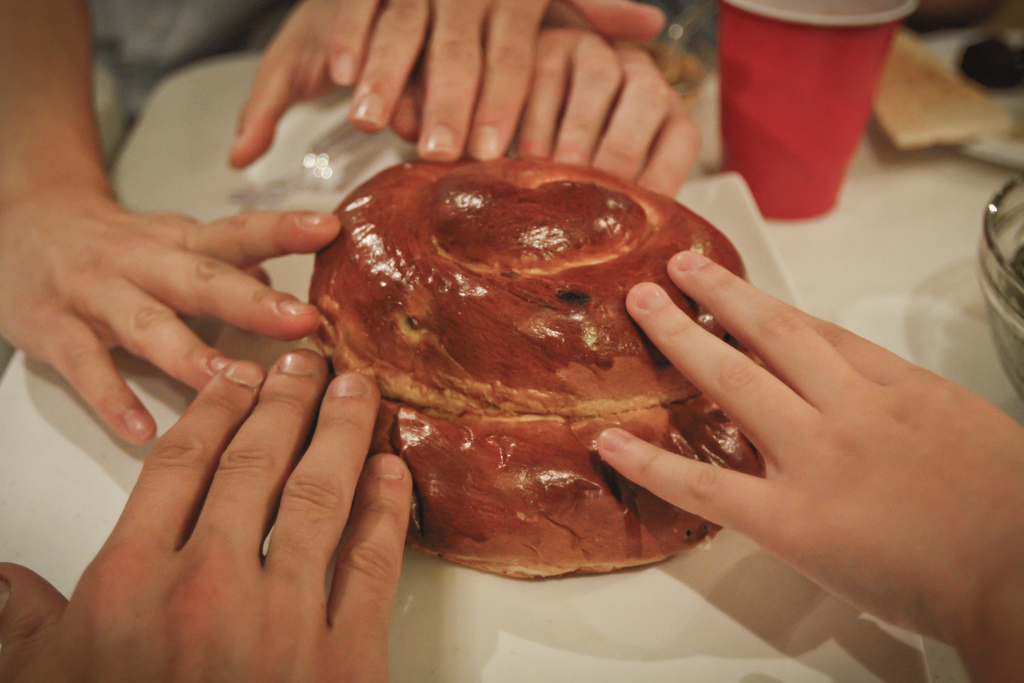
Bánh mì trong tiệc Shabbat

Giáo hội Cơ Đốc Phục Lâm là một giáo phái Cơ Đốc giáo tuy nhận mình là thuộc Cơ Đốc giáo nhưng giáo hội này được phân biệt với hầu hết các giáo hội Kitô giáo khác qua việc thực hành thờ phượng vào ngày Thứ Bảy thay vì Chủ Nhật.. Giáo phái này còn có tên chính thức là Giáo hội Cơ Đốc Phục Lâm An Thất Nhật, trong đó Cơ Đốc nghĩa là Đấng Giêsu Christ, Phục Lâm là lại đến, An là nghỉ ngơi, Thất nhật là ngày thứ Bảy. Với niềm tin rằng ngày thứ bảy trong tuần theo lịch của Cơ Đốc giáo và Do Thái giáo mới chính là ngày Sabát, và sự nhấn mạnh về sự tái lâm sắp xảy ra (sự xuất hiện) của Chúa Giêsu. Giáo phái phát triển từ phong trào Millerite ở Hoa Kỳ vào giữa thế kỷ XIX và nó được chính thức thành lập vào năm 1863. Khi phong trào Cơ đốc Phục lâm thời kỳ đầu củng cố niềm tin của mình, câu hỏi về ngày nghỉ ngơi và thờ phượng trong Kinh thánh đã được đặt ra. Người đề xướng đầu tiên việc giữ ngày Sabát trong số những người Cơ đốc Phục lâm thời kỳ đầu là Joseph Bates. Ông Bates đã được giới thiệu với giáo lý Sabbath thông qua một tài liệu được nhà truyền giáo Millerite Thomas M. Preble viết ra, mà đã bị ảnh hưởng bởi Rachel Oakes Preston.
Thuyết Cơ Đốc Phục Lâm phát triển từ phong trào Millerite vào những năm 1840, và một số người sáng lập của nó (Cyrus Farnsworth, Frederick Wheeler, một mục sư Methodist và Joseph Bates, một thuyền trưởng) đã bị thuyết phục vào năm 1844-1845 về tầm quan trọng của chủ nghĩa Sabbatarian dưới ảnh hưởng của Rachel Oakes Preston, một nữ giáo dân trẻ Seventh Day Baptist sống ở Washington, New Hampshire và một bài báo được xuất bản vào đầu năm 1845 về chủ đề này (Hy vọng về Israel) của Thomas M. Preble, mục sư của giáo đoàn Free Will Baptist ở Nashua, New Hampshire. Những người Cơ Đốc Phục Lâm tuân theo ngày Sa-bát từ tối thứ sáu đến tối thứ bảy. Nền tảng của giáo thuyết ngày thứ bảy Sa bát của Giáo hội Cơ đốc Phục lâm xuất phát từ Mười Điều Răn. Giáo hội Cơ đốc Phục lâm xem Điều Răn thứ tư quan trọng, được xác nhận bởi điều 6 trong bản Tuyên ngôn 13 tín điều mà người nào chịu báp tem của Giáo hội Cơ đốc Phục lâm đều phải tuyên xưng: "Tôi tin nhận Mười Điều Răn là vẫn còn tính bắt buộc đối với Cơ đốc nhân, và mục đích của tôi là, bởi quyền năng của Đấng Christ ngự trong lòng, sẽ vâng giữ luật pháp này, kể cả điều răn thứ tư, là điều đòi hỏi phải giữ ngày thứ bảy trong tuần làm ngày Sa bát của Chúa". Ellen White tuyên bố rằng việc vâng giữ ngày Sa bát chính là "ấn của Đức Chúa Trời" và cho rằng "Những kẻ thù của luật pháp Đức Chúa Trời, từ các mục sư truyền đạo cho đến những người nhỏ nhất, đều có một quan điểm mới về lẽ thật và nhiệm vụ. Họ nhận ra quá trễ rằng ngày Sa bát của điều răn thứ tư chính là ấn của Đức Chúa Trời hằng sống".
Theo khải tượng mà Hiram Edson (1806-1882) nhận được thì Chúa Giê-xu không tái lâm thế gian mà là vào đền thánh trên trời là Nơi Chí Thánh trên trời để bắt đầu chức vụ Thầy Tế Lễ Thượng Phẩm của Ngài ở đó. Vài tháng sau, đầu năm 1845, Joseph Bates (1792-1872) thông qua quá trình nghiên cứu đã đi đến kết luận là Cơ đốc nhân phải thờ phượng vào ngày thứ bảy. Năm 1846, ông xuất bản một tập sách 48 trang tóm tắt niềm tin của mình với nội dung ngày thứ bảy mới thật sự là ngày Sa bát. Vào ăm 1844, bà Ellen White (1827-1915)  bắt đầu có khải tượng xác nhận sự dạy dỗ của Edson và Bates, đồng thời cũng thêm vào nhiều giáo lý mới có nhiều tín lý chính thống nhưng họ cũng có một số tín điều như giáo lý ngày Sa bát, giáo lý chuộc tội, quan điểm công nhận bà Ellen White là nữ tiên tri được thần cảm, và giáo lý về Hội Thánh còn sót lại. Ellen White mô tả khải tượng của bà về vị trí của ngày thứ bảy Sa bát như sau: "Tôi đã được cất lên trời và chỉ cho thấy nơi thánh và cấu trúc của nó. Chúa Giê-xu đã mở nắp hòm giao ước, và tôi thấy những bảng đá trên đó có viết Mười Điều Răn. Tôi kinh ngạc khi thấy Điều Răn thứ Tư nằm ngay giữ mười điều răn, với một vầng hào quang bao quanh nó".
Giáo hội Cơ đốc Phục lâm tôn cao Điều Răn thứ tư gồm "Tử hình tất cả những ai làm việc trong ngày Sa bát" (Xuất Ê-díp-tô ký 31:14-17) và "Không được đốt lửa trong ngày Sa bát" (Xuất 31:14-17) rồi phải "Dâng một của lễ thiêu mỗi ngày Sa bát" (Dân số 28:9,10). Điều Răn thứ tư là điều răn duy nhất không được xác nhận trong sự dạy dỗ của Tân Ước. Một số câu Kinh Thánh cho thấy việc vâng giữ ngày Sa bát là vấn đề lương tâm của mỗi tín hữu, chứ không phải là cái để vâng giữ một cách giáo điều: "Người nầy tưởng ngày nầy hơn ngày khác, kẻ kia tưởng mọi ngày đều bằng nhau: ai nấy hãy tin chắc ở trí mình. Kẻ giữ ngày là giữ vì Chúa..." (Rô-ma 14:5,6) và "Vì vậy, chớ có ai đoán xét anh em về của ăn uống, hoặc ngày lễ, hoặc ngày trăng mới, hoặc ngày Sa bát, ấy đều chỉ là bóng của các việc sẽ tới, còn hình thì ở trong Đấng Christ" (Cô-lô-se 2:16,17). Trong Tân Ước, chỉ có một lần đề cập đến việc giữ ngày Sa bát, đó là trong Hê-bơ-rơ 4:4-10. Tuy nhiên khúc Kinh Thánh này nói về sự yên nghỉ ngày Sa bát dành cho mọi Cơ đốc nhân trên thiên đàng, mà không nói đến việc giữ ngày Sa bát ở dưới đất này. Dù Giáo hội Cơ đốc Phục lâm được mọi người biết đến nhiều nhất qua giáo lý ngày thứ bảy Sa bát, họ muốn thờ phượng ngày thứ bảy thay vì ngày Chúa nhật (chủ nhật).
Nhà thờ Cơ Đốc Phục Lâm là giáo phái Sabbat ngày thứ bảy hiện đại có quy mô lớn nhất với 21.414.779 thành viên tính đến ngày 31 tháng 12 năm 2018 và coi ngày Sabát là một trong Trụ cột của Cơ đốc Phục lâm. Giáo lý của họ về đề tài này được hình thành từ "sự thất vọng lớn", họ diễn giải lại Đa-ni-ên 8:14 và kết hợp khúc Kinh Thánh này với Lê-vi ký 16 để có một cách giải thích chữ "Linh tiên tri" chỉ về những bài viết của bà Ellen White vì những bài viết này được xem là khải thị thần cảm từ Đức Chúa Trời và các bài viết của bà Ellen White là những sứ điệp của Đức Chúa Trời cho Hội thánh còn sót lại và phải được đón nhận như các sứ đệp tiên tri ngày xưa, cách thức duy nhất để hiểu Kinh thánh đúng đắn là qua lời tiên tri của bà Ellen White: "Chính trên quan điểm ánh sáng của Linh Tiên tri mà mới xem xét vấn đề, vì tin rằng Linh tiên tri là người diễn giải duy nhất không sai lầm về các nguyên tắc của Kinh thánh, bởi chính Đấng Christ, thông qua phương tiện này, ban cho chúng ta hiểu ý nghĩa thực sự của Lời Ngài" và "Nếu ngươi làm giảm lòng tin của dân sự Đức Chúa Trời đối với những lời chứng mà Ngài gởi đến cho họ, thì ngươi chống nghịch lại Đức Chúa Trời giống như Côrê, Đathan, và Abiram". Và rồi "Sẽ có một sự căm ngét đến từ Satan nổi lên chống lại những lời chứng này. Công việc của Satan sẽ nhắm mục đích làm lung lay đức tin của các Hội thánh nơi các lới chứng ấy". Đây là lời tiên tri được thần cảm, nên sau này, thêm vào một phần cước chú nói rằng đây là "cùng một tinh thần của Hê-rốt nhưng ở trong một con người khác". 

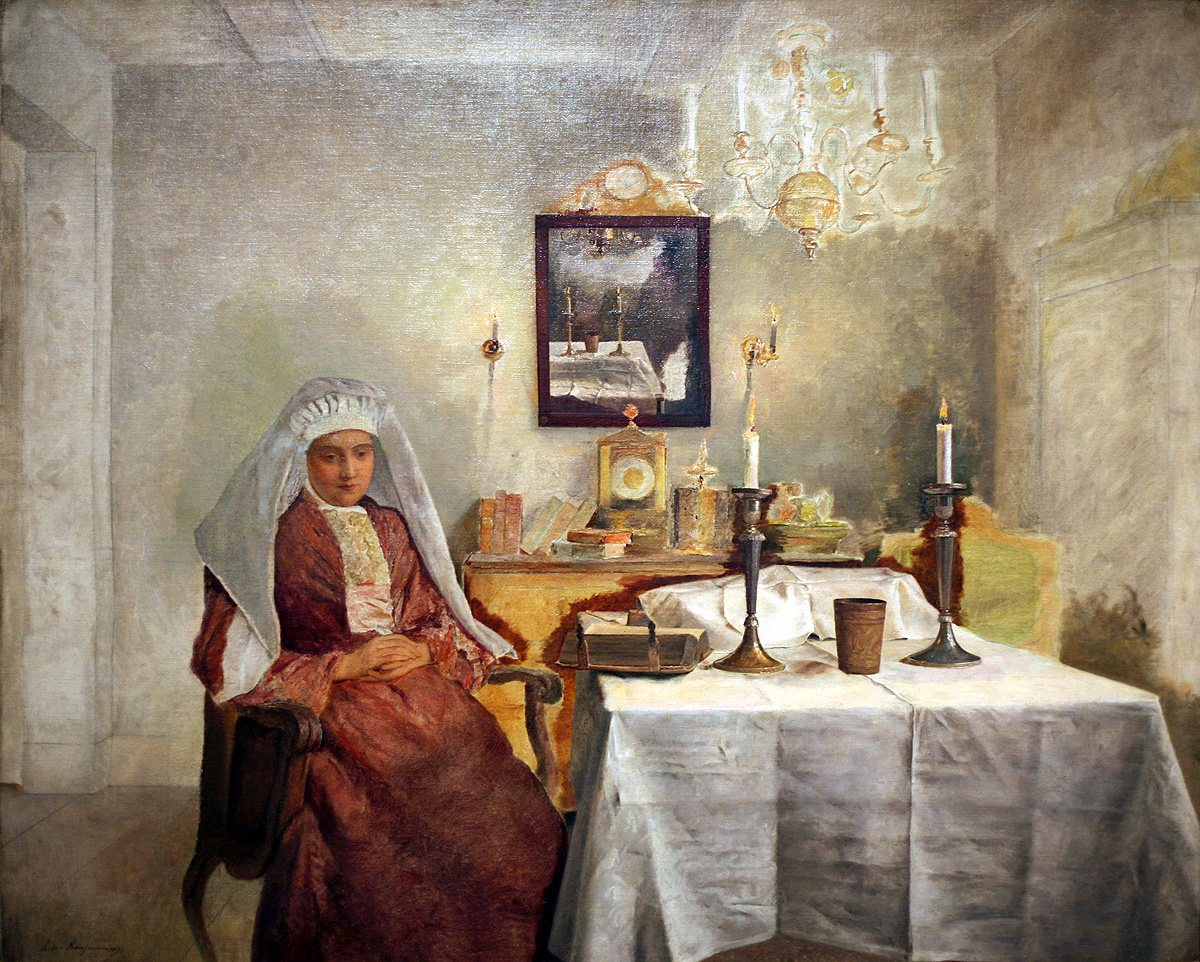
Cầu nguyện vào tối thứ Sáu

Sự công nhận lời tiên tri của bà Ellen White là "Linh Tiên Tri" (tức là được thần cảm) khi chấp nhận những tín lý đó, họ xem mình là Hội Thánh Còn Sót Lại, hệ quả là tất cả Hội Thánh khác bị xem là "bội đạo", và chỉ có Giáo hội Cơ đốc Phục lâm mới trung thánh với đức tin và các điều răn của Đức Chúa Trời: "Hội Thánh phổ thông bao gồm tất cả những ai thực sự tin Đấng Christ, nhưng trong những ngày sau rốt, thời đại bội đạo lan rộng, một Hội Thánh còn sót lại được kêu gọi giữ các điều răn của Đức Chúa Trời và đức tin nơi Chúa Giê-xu". Giáo hội Cơ đốc Phục lâm được biết đến nhiều nhất từ niềm tin của họ cho rằng ngày thứ bảy phải được tuân giữ như ngày Sa bát, thay vì cách quen làm của đa số Cơ đốc nhân là nhóm thờ phượng Đức Chúa Trời vào ngày Chúa nhật-ngày đầu tuần lễ. Tuy nhiên, Kinh Thánh không ép Cơ đốc nhân phải tiếp tục giữ ngày Sa bát Do thái như trong Cựu Ước, mặt khác cũng không nên lên án những ai quyết định giữ ngày Sa bát trở thành vấn đề lương tâm khi Cơ đốc nhân Do Thái đầu tiên vẫn giữ ngày đó, nhưng tân tín hữu người ngoại bang mới theo đạo thì không ai bắt buột phải giữ và có thể là họ chỉ giữ "ngày của Chúa" vào ngày đầu tuần cửu nhật.
Ở những nơi mặt trời không xuất hiện hoặc không lặn trong vài tháng, chẳng hạn như phía bắc Scandinavia, người ta có xu hướng coi thời gian tùy ý chẳng hạn như 6 giờ chiều. là "hoàng hôn". Trong ngày Sa-bát, những người theo đạo Cơ Đốc Phục Lâm tránh làm việc và kinh doanh thế tục, mặc dù công việc cứu trợ y tế và nhân đạo vẫn được chấp nhận. Mặc dù có những khác biệt về văn hóa, hầu hết những người Cơ Đốc Phục Lâm cũng tránh các hoạt động như mua sắm, thể thao và một số hình thức giải trí. Những người theo đạo Cơ Đốc Phục Lâm thường tụ tập để làm lễ tại nhà thờ vào sáng thứ Bảy. Một số cũng tụ tập vào tối thứ Sáu để chào đón giờ Sabát (đôi khi được gọi là "buổi chiều" hoặc "mở đầu ngày Sa-bát"), và một số tụ tập tương tự vào lúc "kết thúc ngày Sa-bát". Theo truyền thống, những người Cơ Đốc Phục Lâm cho rằng Mười điều răn (bao gồm điều răn thứ tư liên quan đến ngày Sa-bát) là một phần của luật đạo đức của Đức Chúa Trời, không bị bãi bỏ bởi những lời dạy của Chúa Giê-su Christ , áp dụng tương tự cho Cơ đốc nhân. Những người Cơ đốc Phục lâm kiêng làm việc thế tục vào thứ Bảy. Họ cũng thường sẽ hạn chế các hình thức giải trí thuần túy thế tục, chẳng hạn như thể thao có tính cạnh tranh và xem các chương trình phi tôn giáo trên truyền hình. Tuy nhiên, các hoạt động đi bộ ngắm cảnh thiên nhiên, các hoạt động hướng về gia đình, làm từ thiện và các hoạt động nhân đạo khác được khuyến khích. Các hoạt động chiều thứ bảy rất khác nhau tùy thuộc vào nền tảng văn hóa, dân tộc và xã hội. Ở một số nhà thờ, các thành viên và du khách sẽ tham gia vào một bữa trưa ấm tình bằng hữu (hoặc "potluck", có gì ăn nấy) và AYS (Dịch vụ Thanh niên Cơ đốc Phục lâm).

## Giáo phái khác

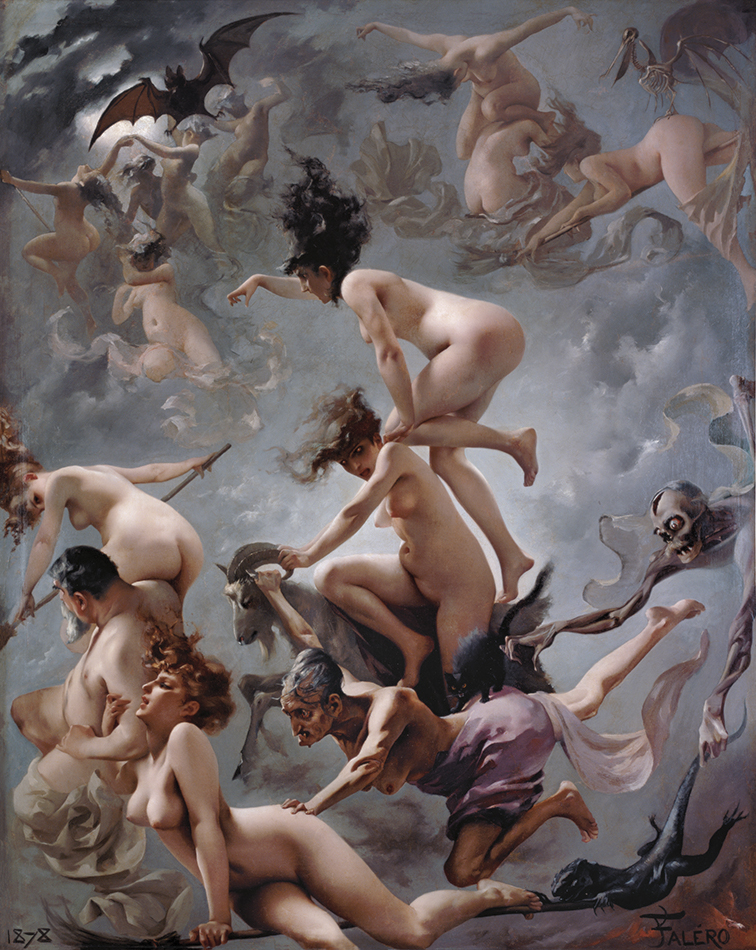
Hoạ phẩm những phù thủy châu Âu trong ngày Sabbath của Luis Ricardo Falero

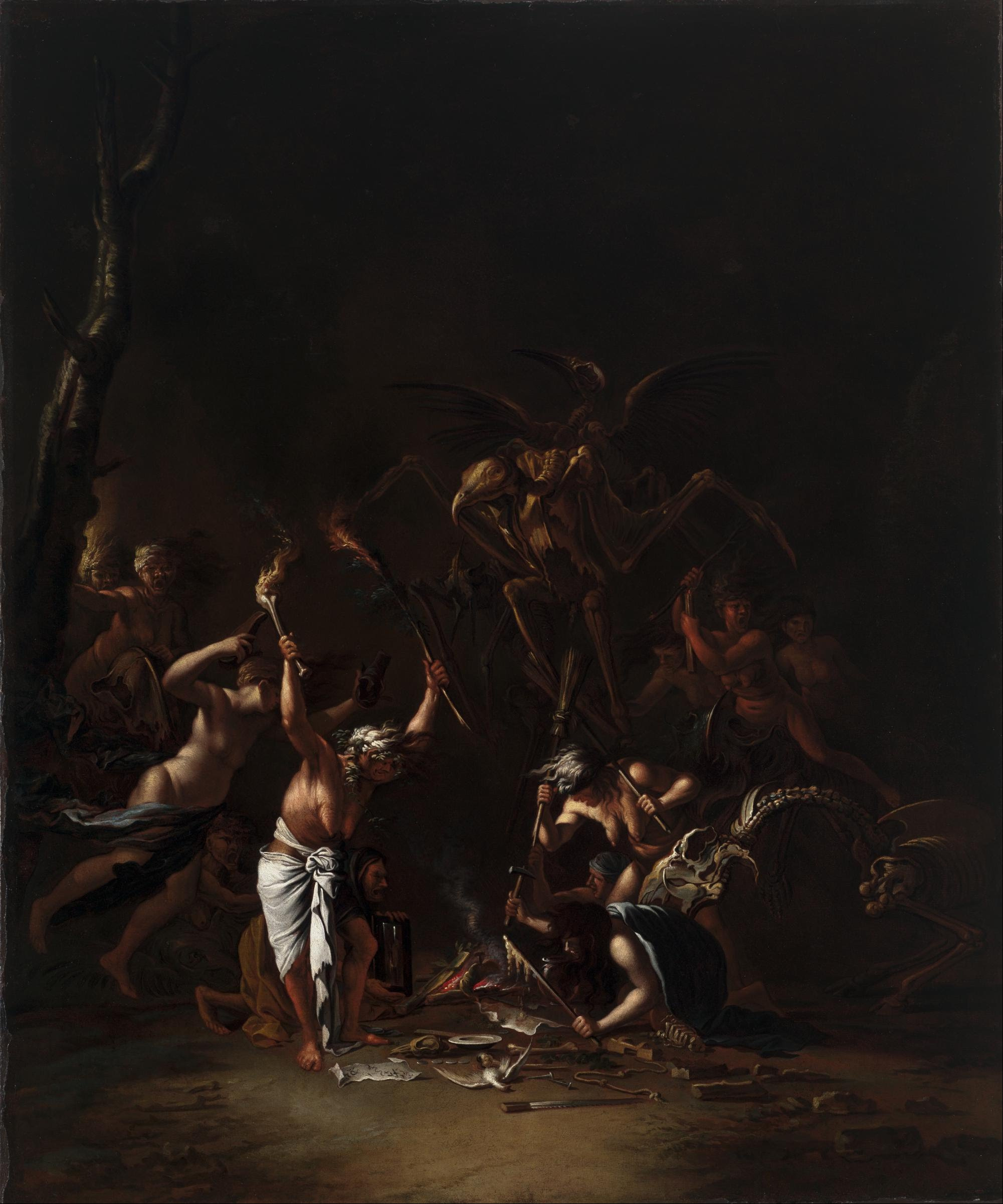
Tranh của Salvator Rosa

Những người rửa tội ngày thứ bảy là Cơ đốc giáo tuân theo Ngày Sa-bát ngày thứ bảy như một ngày thánh đối với Đức Chúa Trời. Họ hiểu rằng việc tuân thủ là dấu hiệu của sự vâng phục trong mối quan hệ giao ước với Thiên Chúa chứ không phải là một điều kiện của sự cứu rỗi. Họ áp dụng Thần học giao ước Baptist, dựa trên khái niệm về xã hội tái sinh, lễ rửa tội có ý thức về các tín đồ bằng cách ngâm mình trong nước, chính quyền giáo đoàn và cơ sở văn bản tôn giáo kinh thánh về quan điểm và thực hành lễ. Nhà thờ Baptist Ngày Thứ Bảy đầu tiên được biết đến là Nhà thờ Mill Yard được thành lập ở London, nơi buổi lễ đầu tiên diễn ra vào năm 1651 được lãnh đạo dưới quyền của Peter Chamberlen. Những hồ sơ đầu tiên về hoạt động của nhà thờ đã bị thiêu hủy trong một vụ hỏa hoạn. Cuốn sách kỷ lục thứ hai thuộc quyền sở hữu của Thư viện và Kho lưu trữ Lịch sử Baptist Ngày Thứ Bảy, nhà thờ địa phương vẫn tiếp tục hoạt động cho đến ngày nay. Việc nhập cư vào thuộc địa của Anh ở Bắc Mỹ cũng bao gồm những người Báp-tít Ngày Thứ Bảy, cặp vợ chồng Stephen và Anne Mumford là những người Báp-tít Ngày Thứ Bảy đầu tiên ở Châu Mỹ và cùng với năm người Báp-tít khác giữ ngày Sa-bát, thiết lập vào năm 1672, Nhà thờ Baptist Ngày Thứ Bảy đầu tiên ở Châu Mỹ, tọa lạc tại Newport, mở rộng sang các vùng lãnh thổ khác.
Các giáo phái, chẳng hạn như Waldenses vẫn giữ ngày Sabát ở Châu Âu trong Thời Trung Cổ. Ở Bohemia, có tới một phần tư dân sự vẫn giữ ngày thứ bảy vào năm 1310. Tục lệ này tiếp tục cho đến ít nhất là thế kỷ 16, khi Erasmus biên chép về tục lệ này. Vào thời kỳ Cải cách Tin lành, một số Người Anabaptists, chẳng hạn như Oswald Glaidt, lập luận rằng ngày thứ bảy nên được coi là ngày sa-bát và ngày sa-bát Chủ nhật đó là một phát minh của Giáo hoàng. Andreas Karlstadt bảo vệ việc tuân thủ ngày thứ bảy trong tuần. Martin Luther tin rằng những người theo đạo Cơ đốc được tự do tuân theo bất kỳ ngày nào trong tuần, miễn là ngày đó thống nhất. Việc ông bảo vệ ngày Sa-bát và những người khác trong số các tín nhân của Trùng Tẩy phái (Anabaptist) khiến ông bị chỉ trích là người Do Thái và một kẻ dị giáo. Thuyết ngày thứ bảy Sabbat đã được hồi sinh ở Anh vào thế kỷ 17. Những người ủng hộ ban đầu bao gồm Elizabethan, nhóm Traskites sau John Traske (1586–1636), Dorothy Traske, Hamlet Jackson và Thomas Brabourne. Năm 1650, James Ockford xuất bản ở Luân Đôn cuốn sách Học thuyết về điều răn thứ tư, bị biến dạng do Giáo hoàng làm sai lạc, được cải cách và khôi phục lại sự thuần khiết nguyên thủy, đây là tác phẩm đầu tiên của một người Baptist bảo vệ việc tuân thủ ngày Sabát. Cuốn sách gây ra sự phiền toái đến mức thị trưởng Salisbury, thành phố nơi Ockford sống, đã yêu cầu chủ tịch Nghị viện hướng dẫn cách xử lý công việc; một ủy ban quốc hội xác định rằng tất cả các bản sao nên bị đốt cháy mà không cho James Ockford cơ hội bảo vệ chúng. Chỉ có một bản sao đã thất lạc, ngày nay được lưu giữ trong thư viện ở Oxford. Phần lớn những người theo đạo Sabbati ngày thứ bảy là thành viên của Hội thánh Báp-tít Ngày Thứ Bảy và gặp phải sự phản đối gay gắt từ chính quyền Anh giáo và những người Thanh giáo. Nhà thờ Báp-tít Ngày Thứ Bảy đầu tiên ở Hoa Kỳ được thành lập tại Newport, Rhode Island vào năm 1671.